# Thermomicrobia
Thermomicrobia (лат.) — класс бактерий, включающий термофильные зелёные несерные бактерии. Раньше Thermomicrobia являлся отделом, но в 2004 году таксон был понижен в ранге до класса и перенесён в отдел Chloroflexi на основании генетического родства.

## Классификация
На декабрь 2017 года в класс включают следующие таксоны:
- Подкласс Sphaerobacteridae Stackebrandt et al. 1997
  - Порядок Sphaerobacterales Stackebrandt et al. 1997
    - Семейство Sphaerobacteraceae Stackebrandt et al. 1997
      - Род Nitrolancea Sorokin et al. 2014[4]
        - Nitrolancea hollandica Sorokin et al. 2014

      - Род Sphaerobacter Demharter et al. 1989[5]
        - Sphaerobacter thermophilus Demharter et al. 1989 emend. Houghton et al. 2015

  - Порядок Thermomicrobiales Garrity and Holt 2002
    - Семейство Thermomicrobiaceae Garrity and Holt 2002
      - Род Thermomicrobium Jackson et al. 1973[6]
        - Thermomicrobium carboxidum King and King 2014 emend. Houghton et al. 2015
        - Thermomicrobium roseum Jackson et al. 1973

Ещё один вид (Thermomicrobium fosteri) переименован в Thermoleophilum minutum Zarilla and Perry 1986 и перенесён в тип актинобактерий.